# Anselm z Mohru
Anselm rytíř z Mohru později z Morzinu (německy Anselm Ritter von Mohr, respektive von Morzin) byl velící důstojník císařské armády ve Štýrském Hradci v první polovině 16. století.  

## Život
V armádě dosáhl hodnosti majora. Statečně bránil Štýrský Hradec proti útokům Turků sultána Sulejmana II. Za své zásluhy v boji byl povýšen do hodnosti podplukovníka-polního vachmistra. Jako trvalá připomínka jeho statečnosti byl jeho erb polepšen: do pole s trupem korunovaného mouřenína přibylo druhé pole se stříbrnou zdí s cimbuřím. Z toho obrazu také vzešlo jméno rodu Mohr - Zinn  (= Morzin).